# Pellionia insignis
Pellionia insignis är en nässelväxtart som beskrevs av Jacob Gijsbert Boerlage. Pellionia insignis ingår i släktet Pellionia och familjen nässelväxter. Inga underarter finns listade i Catalogue of Life.